# Districtul Nong Bua Rawe
Nong Bua Rawe (în thailandeză หนองบัวระเหว) este un district (Amphoe) din provincia Chaiyaphum, Thailanda, cu o populație de 36.371 de locuitori și o suprafață de 841,8 km².

## Componență
Districtul este subdivizat în 5 subdistricte (tambon), care sunt subdivizate în 58 de sate (muban).
| Nr. | Nume          | În thailandeză | Locuitori |
| --- | ------------- | -------------- | --------- |
| 1.  | Nong Bua Rawe | หนองบัวระเหว    | 05,892    |
| 2.  | Wang Takhe    | วังตะเฆ่         | 13,680    |
| 3.  | Huai Yae      | ห้วยแย้          | 07,104    |
| 4.  | Khok Sa-at    | โคกสะอาด       | 05,602    |
| 5.  | Sok Pla Duk   | โสกปลาดุก       | 04,093    |